# Йен, Феликс
Феликс Йен (нем. Felix Jähn; род. 28 августа 1994), также известен как Felix Jaehn — немецкий диджей и продюсер, специализирующейся на музыке в жанре tropical house. Феликс родился в Гамбурге, а вырос в Шёнберге. Он начал учиться играть на скрипке с пяти лет, а в 16 начал карьеру диджея. Феликс жил в Лондоне в течение года, где в возрасте 17 лет посещал музыкальный колледж Point Blank. Также он кратко изучил администрирование в Университете Гумбольдта в Берлине.

## Карьера
В августе 2013 года он выпустил свой первый дебютный сингл «Somme an Meer». Он занял первое место в 2015 году благодаря своему ремиксу на песню ямайского исполнителя OMI «Cheerleader». Сингл стал международным хитом за то, что он возглавил чарты Германии, Австрии, Бельгия, Канады, Мексики, Дании, Франции, Индии, Нидерландов, Словакии, Швеции, Швейцарии, Великобритании и США. Песня стала чрезвычайно популярна в Соединённых Штатах. В ноябре 2014 года он выпускает сингл под названием «Shine».
В марте 2015 года Феликс выпустил свой второй сингл «Dance with Me». В апреле того же года он выпускает классический ремикс песни группы Rufus и певицы Chaka Chan «Ain’t Nobody», который был переименован Феликсом в «Ain’t Nobody (Loves Me Better)», в нём представлен вокал певицы Жасмин Томпсон. Ремикс стал европейским хитом и возглавил немецкий Singles Chart. Феликс подписал контракт с лейблом звукозаписи Universal Music Group. В июле выпущен сингл «Eagle Eyes». 
Также в 2015 году Феликс запустил проект «Eff» совместно с немецким певцом Марком Форстером (настоящее имя — Марк Квиртни) в качестве вокалиста. Их дебютный сингл «Stimme» возглавлял германский Singles Chart в течение трёх недель, а также чарты Австрии и Швейцарии. В 2017 году он сотрудничал с Майком Уильямсом; вместе они выпустили сингл «Feel Good» на лейбле Spinnin' Records.